# Tyrell Williams
Tyrell Williams (* 12. Februar 1992 in Salem, Oregon) ist ein ehemaliger US-amerikanischer American-Football-Spieler auf der Position des Wide Receivers. Er spielte zuletzt für die Detroit Lions in der National Football League (NFL). Davor stand er bei den San Diego / Los Angeles Chargers und den Oakland / Las Vegas Raiders unter Vertrag.

## Frühe Jahre
Williams ging in seiner Geburtsstadt Salem auf die Highschool. Später besuchte er die Western Oregon University.

## NFL
Williams wurde nach dem NFL-Draft 2015 von den San Diego Chargers unter Vertrag genommen. Am 19. September 2015 wurde er entlassen. Am 22. September 2015 wurde er dem Practice Squad der San Diego Chargers hinzugefügt.  Am 21. November 2015 wurde er zum 53-Mann-Kader hinzugefügt.
Am 3. Januar 2016 fing er im Spiel gegen die Denver Broncos einen 80-Yard-Touchdown-Pass, sein erster gefangener Pass in der NFL.
Zur Saison 2016 wurde er als dritter Wide Receiver im Team gelistet, hinter Dontrelle Inman und Travis Benjamin. Am 9. Oktober 2016 im Spiel gegen die Oakland Raiders erzielte er das erste Mal in seiner Karriere über 100 gefangene Yards (117).
Am 14. März 2019 verpflichteten die Oakland Raiders Williams für vier Jahre. Sein Vertrag hat einen Wert von 44 Millionen US-Dollar, wovon die Hälfte garantiert ist. In der Saison 2019 war Williams mit 42 gefangenen Pässen für 651 Yards und sechs Touchdowns der erfolgreichste Wide Receiver der Raiders. Wegen einer Schulterverletzung verpasste er die gesamte Saison 2020. Im Februar 2021 entließen die Raiders Williams.
Am 3. März 2021 einigte sich Williams mit den Detroit Lions auf einen Einjahresvertrag über bis zu 6,2 Millionen Dollar. Er kam für die Lions nur bei 39 Snaps im Auftaktspiel der Saison zum Einsatz und fing zwei Pässe für 14 Yards Raumgewinn. Anschließend wurde Williams wegen einer Kopfverletzung auf die Injured Reserve List gesetzt und einigte sich am 5. November 2021 auf eine Vertragsauflösung.